# Aleksandra i Daniel Mizielińscy
Aleksandra i Daniel Mizielińscy – polscy ilustratorzy i graficy.
Urodzili się w 1982 roku, poznali się na studiach. W 2007 roku ukończyli studia w Pracowni Projektowania Książki u prof. Macieja Buszewicza i Grażki Lange na Akademii Sztuk Pięknych w Warszawie, gdzie Daniel w 2008 został asystentem. Na trzecim roku studiów założyli Hipopotam Studio, które trudni się m.in. projektowaniem książek, fontów i stron internetowych. Są małżeństwem.
Tworzą przede wszystkim dla dzieci. Ich prace graficzne cechuje pozornie naiwna, komiksowa poetyka połączona z odważnymi kolorami i elementami komizmu, co daje efekt wysokiej czytelności wizualnej. W swoich książkach przekazują wiedzę w atrakcyjnej wizualnie formie. Przy tworzeniu struktur książek czerpią z doświadczenia w programowaniu i tworzeniu gier. Ich debiutancką publikacją była książka obrazkowa dla dzieci D.O.M.E.K. (2008), którą przygotowali na zamówienie Wydawnictwa Dwie Siostry. Publikacja przedstawia dzieciom najbardziej oryginalne i nietypowe budynki wraz z informacją o ich funkcji i twórcach. W tej samej konwencji Mizielińscy później zilustrowali książkę D.E.S.I.G.N. z tekstem Ewy Solarz i S.Z.T.U.K.A. Sebastiana Cichockiego.
W 2012 roku ukazała się ich wielkoformatowa publikacja Mapy. Obrazkowa podróż po lądach, morzach i kulturach świata, w której znajduje się 51 map dotyczących 42 krajów wraz ze szczegółowymi ilustracjami lokalnych strojów, zabytków, fauny i flory. Na potrzeby książki Mizielińscy stworzyli font naśladujący pismo odręczne, a całość projektu zajęła im trzy lata. W ciągu roku od wydania książka ukazała się w ponad dziesięciu krajach, a międzynarodowy nakład wyniósł ponad 120 tys. egzemplarzy, do tego na niektórych rynkach zamówiono dodruki. W 2015 roku Mapy były już dostępne w 21 obcojęzycznych edycjach, a także znalazły się w pierwszej szóstce bestsellerów „New York Timesa”.
Oprócz książek, małżeństwo projektuje także strony internetowe, takie jak Bubole, czy Co z Ciebie wyrośnie dla dzieci, oraz stronę Pica Pic dla starszych odbiorców, która udostępnia zdigitalizowane gry z czasów PRL-u.
Mizielińscy są laureatami szeregu wyróżnień. Ich publikacja D.O.M.E.K. została Książką Roku 2008 Polskiej Sekcji IBBY, a w 2010 roku została wpisana na Listę Honorową IBBY 2010 oraz na listę Białych Kruków (White Ravens). Tego samego roku Mizielińscy zdobyli nagrodę Bologna Ragazzi Award za Co z Ciebie wyrośnie?. Książka Mapy przyniosła im z kolei francuską Prix Sorcières i włoską Premio Andersen. W 2013 roku Mizielińscy wraz z Dorotą Sidor otrzymali Nagrodę Literacką m.st. Warszawy w kategorii książka dla dzieci za książkę Gdzie jest wydra? – czyli śledztwo w Wilanowie, której tekst napisała Sidor, a Mizielińscy przygotowali ilustracje.
Książki Mizielińskich ukazały się w przeszło 30 językach.

## Twórczość
- 2008: D.O.M.E.K., Wydawnictwo Dwie Siostry[2]
- 2010: Co z ciebie wyrośnie?, Wydawnictwo Dwie Siostry[1]
- 2011: Tu jesteśmy, Społeczny Instytut Wydawniczy „Znak”[1]
- 2012: Mapy. Obrazkowa podróż po lądach, morzach i kulturach świata, Wydawnictwo Dwie Siostry[1]
- 2012: Zjedz to sam, Wydawnictwo Dwie Siostry
- 2013: Mapownik czyli Praktyczny kurs mazania po mapach, Wydawnictwo Dwie Siostry
- 2013: Pora na potwora, Wydawnictwo Dwie Siostry
- 2014: Ale patent!: Księga niewiarygodnych wynalazków, Wydawnictwo Dwie Siostry
- 2015: Pod ziemią. Pod wodą, Wydawnictwo Dwie Siostry[1]
- 2016: Jeden dzień, Wydawnictwo Dwie Siostry[2]
- 2016: Podwodnik. Szkicownik odkrywcy podwodnego świata, Wydawnictwo Dwie Siostry
- 2016: Podziemnik. Szkicownik odkrywcy podziemnego świata , Wydawnictwo Dwie Siostry
- 2017: M.U.Z.Y.K.A. Możesz Usłyszeć Zygzaki, Krajobrazy i Archidźwięki, Wydawnictwo Dwie Siostry
- 2019: Którędy do Yellowstone? Dzika podróż po parkach narodowych, Wydawnictwo Dwie Siostry
- 2020: Daj gryza. Smakowite historie o jedzeniu, Wydawnictwo Dwie Siostry
- 2021: Wielka podróż dziadka Eustachego, Wydawnictwo Dwie Siostry
- 2022: Wilki: Historie prawdziwe, Wydawnictwo Dwie Siostry
- 2024: Misto Tańczącego Karpia: książka-gra dla poszukiwaczy przygód

### seria Mamoko
- 2010: Miasteczko Mamoko, Wydawnictwo Dwie Siostry[1]
- 2011: Dawno temu w Mamoko, Wydawnictwo Dwie Siostry
- 2012: Mam oko na liczby, Wydawnictwo Dwie Siostry
- 2012: Mam oko na litery, Wydawnictwo Dwie Siostry
- 2012: Mamoko 3000, Wydawnictwo Dwie Siostry
- 2014: Mam oko na miasteczko, Wydawnictwo Dwie Siostry